# Flamisell
El Flamisell es un río de la península ibérica de 34 km de longitud, afluente del Noguera Pallaresa por la derecha, que a su vez lo es del río Segre. Discurre en su totalidad por tierras de Cataluña, España.
Es un río torrencial, con cambios bastantes bruscos de su caudal. En su nacimiento, en los Pirineos, dentro del municipio de Torre de Capdella, recibe las aguas que desaguan de varios estanques pirenaicos (Tort, Mar, Gento, Colomina, etc.), en uno de los espacios lacustres más notables de Europa. Discurre por el Vall Fosca, pasa por Cabdella, Espuy, Torre de Cabdella, La Pobleta de Bellveí y Senterada y desemboca en el Noguera Pallaresa a su paso por Puebla de Segur.

## Las centrales del Flamisell
Entre los años 1911 y 1940, en el eje formado por los ríos Flamisell, Noguera Pallaresa y Segre, que atraviesan las comarcas del Pallars Jussá, la Noguera y el Segriá, se construyen doce centrales hidroeléctricas para producir energía eléctrica destinada fundamentalmente a la ciudad de Barcelona.
En el río Flamisell se construyen cinco centrales: la mayor es la Central Hidroeléctrica de Cabdella, inaugurada en 1914, que recoge el agua de diversos lagos del Vall Fosca mediante el sistema de los lagos de Cabdella, la concentra en el lago Gento y desde aquí la lleva a la central mediante una tubería que aprovecha un salto de 836 m de desnivel, con una potencia de 26 000 CV. 
El resto de centrales son la Central Hidroeléctrica de Molinos, inaugurada en 1919, que aprovecha el agua de la de Cabdella con una potencia de 21.000 CV; la Central Hidroeléctrica de La Plana, inaugurada en 1936, aprovecha en agua de la de Molinos mediante un canal de 2500 m y un salto de 95 m, con una potencia de 7.200 CV; la Central Hidroeléctrica de Congost, inaugurada en 1923, aprovechaba el agua del Congost d’Erinyà y fue cerrada en 1929, y la Central Hidroeléctrica de Puebla de Segur, inaugurada en 1920 con una pequeña presa y una potencia de 24 000 CV.
En 1985 entra en funcionamiento un nuevo sistema en el Vall Fosca, la Central Hidroeléctrica reversible de los lagos Gento-Sallente, con una potencia de 415 MW y basado en un sistema de agua constante. El embalse del lago Gento se vacía en una 6 horas en el embalse de Sallente durante el día, y por las noches se vuelve a llenar, en unas 8 horas, bombeando la misma agua con la energía sobrante de dos centrales nucleares en las horas de menos consumo. El río Flamisell nace en el desagüe del embalse de Sallente.